# کیرشرنباخ
کیرشهرنباخ (به آلمانی: Kirchehrenbach) یک شهر در آلمان است که در فورشایم واقع شده‌است. کیرشهرنباخ ۲٬۳۰۰ نفر جمعیت دارد.